# Belfort aire urbaine handball
 (juillet 2017).
Si vous disposez d'ouvrages ou d'articles de référence ou si vous connaissez des sites web de qualité traitant du thème abordé ici, merci de compléter l'article en donnant les références utiles à sa vérifiabilité et en les liant à la section « Notes et références ».
Actualités
Le Belfort aire urbaine handball (BAUHB) est le club de handball fondé en 1967 et situé à Belfort en France. 
Le club évolue en championnat de France de Nationale 1 pour la saison 2021-2022.

## Historique

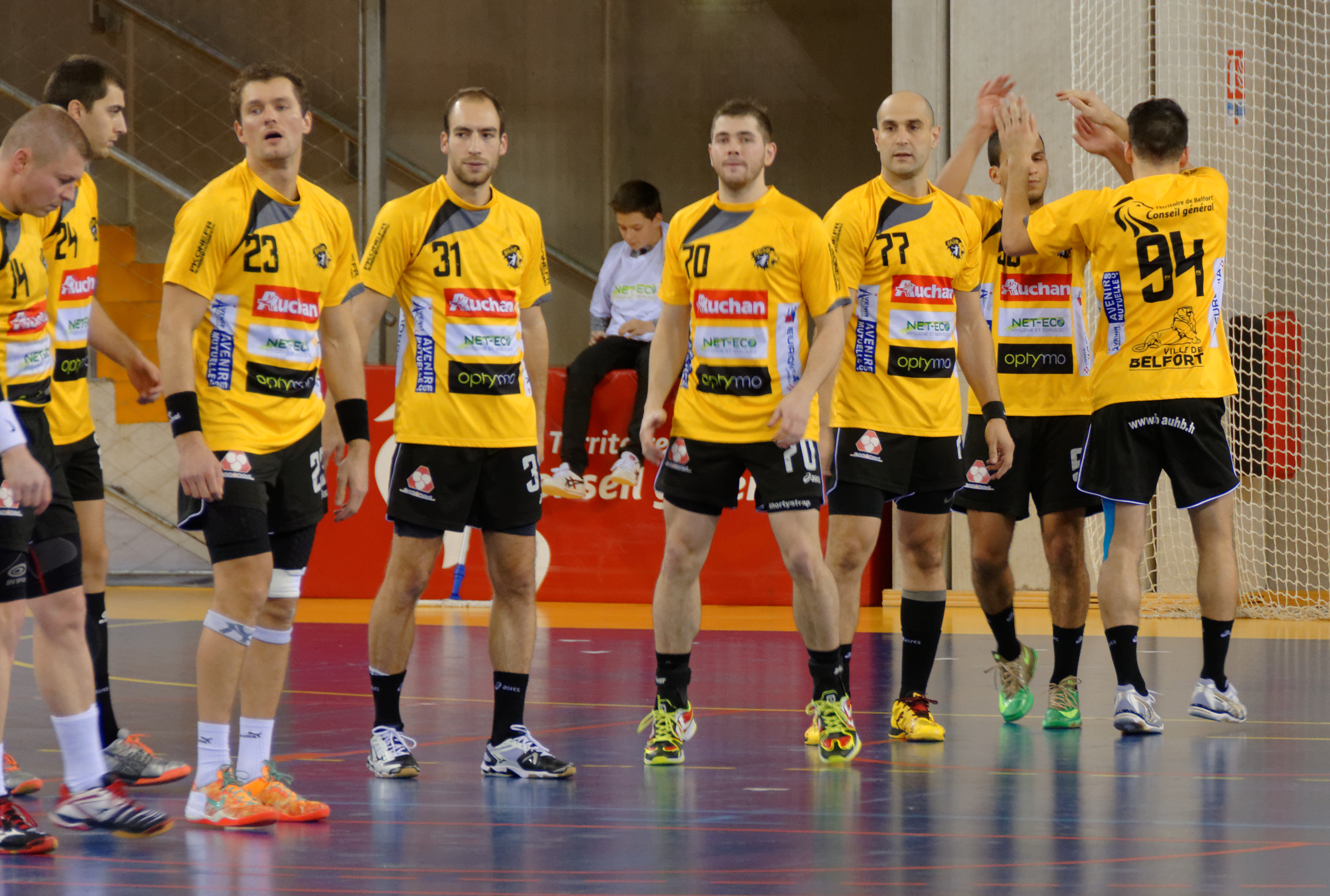
Le BAUHB en décembre 2014.

- Début des années 1960 : création du Belfort Université Club (BUC) qui disparaît fin 1966.
- 1967 : création du club sous le nom de CS Bull
- 1971 : le CS Bull devient l'Association sportive municipale belfortaine et monte en Nationale 3.
- 1979 : le club fusionne fusionne avec le SRB (Sport Réuni Belfortain), créé en 1968 ; le club garde le nom de ASMB et parvient en N2 en 1986 (N1 actuelle).
- 1989 : la section handball de l'Association sportive municipale belfortaine (ASMB) devient le Belfort aire urbaine handball.
- 1993 : finaliste du Championnat de France juniors contre Chambéry
- 1998 : accession en Nationale 1
- 2004 : le club est vice-Champion de France de N1 et accède à la Division 2.
- 2005 : le club termine 7e de Division 2
- 2006 : le club est relégué en Nationale 1 après sa 14e place
- 2008 : Champion de Nationale 1 et retour en Division 2
- 2009 :  12e de Division 2 et relégation en Nationale 1
- 2010 : le BAUHB fusionne avec le BEEX-VA PM[1] pour devenir le Belfort Montbéliard Handball (BMHB)
- de 2010 à 2013 : Poule 2 de Nationale 1
- 2013 : le BMHB est dissous et le BAUHB est de retour.
- 2015 : 3e de Nationale 1, poule 3
- 2016 : 3e de Nationale 1, poule 3
- 2017 : 3e de Nationale 1, poule basse
- 2018 : 2e de Nationale 1, poule basse
- 2019 : 10e de Nationale 1, poule de relégation 2
- 2020 : 9e de Nationale 1, poule 3

## Effectif actuel
| N° | Poste | Nom                    | Date de naissance | Taille | Arrivée | Club précédent       | Sélection |
| -- | ----- | ---------------------- | ----------------- | ------ | ------- | -------------------- | --------- |
| 1  | GB    | Christophe Pêcheux     | 3 juin 1977       | 1,95 m | 2003    | Hand Sedan Ardennes  | -         |
| 20 | GB    | Antonin Bugnet         | 17 octobre 2002   | 1,90 m | 2019    | Formé au club        | -         |
| 55 | GB    | Quentin Laventin       | 22 février 2000   | 1,87 m | 2019    | Formé au club        | -         |
| 22 | ALG   | Luca Jardin            | 11 février 1999   | 1,68 m | 2017    | Cernay Wattwiller HB | -         |
| 26 | ALG   | Julien Fugler          | 20 juin 2000      | 1,72 m | 2019    | Formé au club        | -         |
| 10 | ALD   | Maxime Alphonse        | 15 décembre 2000  | 1,82 m | 2019    | Cernay Wattwiller HB | -         |
| 50 | ALD   | Omar Hatmi             | 10 juin 1997      | 1,81 m | 2019    | Cernay Wattwiller HB |           |
| 15 | DC    | Johan Andrieu          | 25 mars 2000      | 1,81 m | 2019    | Formé au club        | -         |
| 17 | ARG   | Ognjen Jokić           | 25 août 1991      | 1,93 m | 2018    | Billère Handball     | -         |
| 24 | ARG   | Aleksandar Angjelovski | 7 mars 1989       | 1,94 m | 2015    | HC Zomimak-M         | -         |
| 29 | ARG   | Icham Frid             | 29 juillet 1996   | 1,88 m | 2019    | FC Mulhouse Handball | Maroc     |
| 88 | ARD   | Nikolaos Siamatas      | 14 mai 1993       | 1,99 m | 2019    | Grand Nancy MHB      | Grèce     |
| 7  | PVT   | Enzo Deval             | 23 octobre 2001   | 1,79 m | 2019    | Formé au club        | -         |
| 19 | PVT   | Lucas Verhaeghe        | 10 juin 1994      | 1,92 m | 2019    | Grenoble SMMIH       | -         |

## Personnalités liées au club
- François Berthier : joueur de 1982 à 1984
- Tomislav Križanović : entraîneur-joueur de 1989 à 1991
- Karim El-Maouhab : entraîneur de 2005 à 2007
- Tewfik Sadaoui : joueur de 2006 à 2009

## Infrastructure
Le club évolue dans Le Phare, un gymnase de 1 500 places situé à l'esplanade du Fort Hatry.